# Margot Garabedian
Margot Garabedian (1996) es una deportista camboyana que compite en acuatlón. Ganó una medalla de oro en el Campeonato Mundial de Acuatlón de 2021.

## Palmarés internacional
| Campeonato Mundial | Campeonato Mundial           | Campeonato Mundial | Campeonato Mundial |
| Año                | Lugar                        | Medalla            | Prueba             |
| ------------------ | ---------------------------- | ------------------ | ------------------ |
| 2021               | Guijo de Granadilla (España) | Medalla de oro     | Individual         |